# Şahtaxtı
Şahtaxtı är en ort i Azerbajdzjan.   Den ligger i distriktet Nachitjevan, i den sydvästra delen av landet, 400 km väster om huvudstaden Baku. Şahtaxtı ligger 885 meter över havet och antalet invånare är 3 092.
Terrängen runt Şahtaxtı är platt åt sydväst, men åt nordost är den kuperad. Närmaste större samhälle är Qarabağlar, 10,4 km nordost om Şahtaxtı.
Trakten runt Şahtaxtı består i huvudsak av gräsmarker. Runt Şahtaxtı är det ganska tätbefolkat, med 90 invånare per kvadratkilometer.